# Arpella oriental
L'arpella oriental (Circus spilonotus) és una espècie d'ocell de la família dels accipítrids (Accipitridae). Habita pastures, aiguamolls i terres de conreu d'Àsia oriental, al sud de Sibèria, nord de Mongòlia i nord-est de la Xina, desplaçant-se cap al sud a l'hivern. El seu estat de conservació es considera de risc mínim.